# Lackland Air Force Base
Lackland Air Force Base este o bază militară a United States Air Force în vestul San Antonio, Texas, USA.
Lackland Air Force Base este prescurtat în limba engleză Lackland AFB. 
Lackland AFB este singura baza militară care sortează noii recruți pentru Air Force. În trecut, Amarillo Air Force Base a avut un rol similar în timpul războiului din Vietnam, dar Amarillo AFB a fost închisă în 1968.
Lackland a devenit o bază militară activă în 2001, când baza vecină Kelly Air Force Base a fost închisă. Pista de decolare în lungime de 2 mile este în prezent folosită în comun de Lackland AFB și de orașul San Antonio, Texas. Lackland găzduiește numeroase avione militare americane din trecut, inclusiv bombardiere B-52 Stratofortress , Lockheed SR-71 Blackbird, C-121 Constellation, și bombardierul B-25 Mitchell.
O dată cu închidere bazei aeriene Kelly AFB, baza Lackland a atașat porțiunea denumită Security Hill. Pe suprafața Security Hill se află comanda uității 67th Network Warfare Wing și comanda Air Intelligence Agency. 
La Lackland AFB se află și Air Force Regional Confinement Facility.

## Istoric
Lucările de construcție au început în 1941. Un an mai târziu, a devenit o organizație independentă - San Antonio Aviation Cadet Center. În 1948, baza a fost redenumită Lackland AFB după numele generalului de brigadă Frank Lackland.
Ca urmre a războiului din Coreea, numarul de recruți aflați pe teritoriul bazei a crescut exponențial. Cateva clădiri temporate au fost ridicate pentru a caza acești recruți. În timpul războiului din Vietnam, durata de pregatire a piloților a fost redusă de la 30 la 24 de zile, pentru a ace față nevoii de piloți. În lista materiilor predate a fost inclusă și predarea limbii engleze pentru militari din alte țări aliate. 
Între anii 1950 și 1960 clădiri permanente au fost ridicate, inclusiv o clădire pentru pregătire militară care găzduiește peste 1000 de soldați. O dată cu încetarea răzbiului rece, unele programe de pregătire militară o fost mutate în perimetrul bazei Lackland, provenind de la baze aeriene închise. 
Școala de ofițeri aviatici a fost mutată la Maxwell Air Force Base. 

## Modificarea bazei (2005)
Departamentul aparării din Statele Unite a propus o modificarea majoră a structurilor de apărare. Aceste modificări se află într-un document denumit Base Realignment and Closure, făcut public pe 13 mai 2005.

## Pregatirea militară
În Lackland Air Force Base se află escadronul 37th Training Wing (TRW). În cadrul escadronului funcționează 37th Training Group (TRG), care conține cele 5 școli tehnice existente. 
Baza Lackland este cunoscută ca singura locați pentru pregătirea inițială a piloților milirari americani (U. S. Air Force Basic Military Training (BMT)). BMT este organizat în 8 escadroane, fiecare având un sediu și centru de pregătire separat. Fiecare escadron are o cantină si o clinică medicală.